# 渔龙属
渔龙（属名：Ypupiara，意为“居住在水中的”）是一属已灭绝的半鸟亚科兽脚类恐龙，化石出自巴西晚白垩世的玛丽亚组。它是第一种发现于南美洲的驰龙科成员，也是半鸟亚科第一个被发现的物种（但不是第一个被命名的物种）。模式种兼唯一种洛氏渔龙（Y. lopai）所知于2018年在巴西国家博物馆火灾中毁坏的标本。

## 发现与命名
正模标本DGM 921-R出自巴西晚白垩世的玛丽亚组，是一块带有齿骨的右上颌骨（其中发现了鱼类颌骨），由阿尔贝托·洛帕（Alberto Lopa）在1940年至1960年间发现，后来被卢埃林·伊弗·普莱斯（Llewellyn Ivor Price）列为分类不明的脊椎动物。该标本随后存放于巴西国家博物馆，此后80年间再未得到确认。
2018年9月2日，博物馆在一场大火中严重受损，在其被摧毁前不久拍摄了该标本的照片。命名和叙述该标本的论文本应在火灾发生期间提交，但由于火灾而推迟。属名在图皮语中意为“生活在水中的”，取自当地神话生物伊普皮亚拉，指渔龙被推断为具有食鱼习性；种名纪念化石发现者洛帕。
在渔龙正模标本被发现前后，该地层出土了一块驰龙科跖骨。此标本被非正式命名为“洛帕龙”（意为“阿尔贝托·洛帕的蜥蜴”），但在1980年普莱斯去世后遗失。布鲁姆等人（2021年）承认这一点，并将“洛帕龙”暂时归类于半鸟亚科。“洛帕龙”与渔龙的化石材料间缺少重叠部分，因此无法确定两者是否为同一物种。

## 叙述
根据已知化石的尺寸估计渔龙成年后长约2—3（6.6—9.8英尺）。据推测，渔龙可能会捕食哺乳类、爬行类和鱼类等小型动物。

## 分类
在正式叙述之前，渔龙被视为一种分类不明的脊椎动物，直到2021年布鲁姆等人对其进行叙述时，才将其归类于兽脚亚目的半鸟亚科。渔龙被确认为南方盗龙的姐妹群。